# John Rutherford (Regisseur)
John Rutherford ist ein US-amerikanischer Unternehmer, Filmregisseur und Filmproduzent.

## Leben
John Rutherford studierte am College Filmproduktion. Als Filmregisseur drehte er mehrere Schwulenpornofilme. Er war zunächst als Regisseur bei dem US-amerikanischen Unternehmen Falcon Studios tätig. 2001 gewann er zusammen mit Chi Chi LaRue den GayVN Award als „Best Director“ für den Film Out of Athens. 2002 wurde Rutherford in die Hall of Fame der GayVN Awards aufgenommen.
2003 übernahm Rutherford gemeinsam mit seinem Lebensgefährten Tom Settle das Unternehmen Colt Studio Group von dem US-amerikanischen Unternehmer und Fotografen Jim French für 2,2 Millionen US-Dollar. 2004 erschien der Film BuckleRoos 1 und 2, für die er wieder den GayVN Award als „Best Director“ erhielt. 2010, nach einer Klage des Vorbesitzers um einen Streitwert von 1,45 Millionen US-Dollar und einigen nicht profitablen Entscheidungen musste das Unternehmen Konkurs anmelden.

## Filmografie (Auswahl)
- 1997: Code of Conduct 2 – Deliverance
- 1999: Betrayed
- 1999: Crush
- 1999: Out of Athens 1
- 2000: Out of Athens 2
- 2001: Bad Behaviour
- 2003: Reload
- 2004: BuckleRoos
- 2004: BuckleRoos 2
- 2004–2007:  Minute Man Solo 21–30
- 2008: Couples